# Deutscher Science Fiction Preis
Deutscher Science Fiction Preis – najważniejsza nagroda literacka dla autorów niemieckojęzycznych powieści i opowiadań science fiction, ustanowiona w 1985 roku przez Niemiecki Klub SF.

## Zasady przyznawania
Nagroda jest przyznawana w dwóch kategoriach: dla najlepszej niemieckojęzycznej powieści poprzedniego roku i dla najlepszego opowiadania.
Komitet Nagrody składa się z 10 osób, które mają za zadanie przeczytać wszystkie publikacje wydane w ciągu roku – wszystkie biorą udział w konkursie, dlatego szansę mają nawet mało znane ale wartościowe utwory.

## Laureaci

### Najlepsza powieść
- 1985 Herbert W. Franke, Die Kälte des Weltraums
- 1986 Thomas R.P. Mielke, Der Tag an dem die Mauer brach
- 1987 Claus-Peter Lieckfeld(inne języki) / Frank Wittchow(inne języki), 427 – Im Land der grünen Inseln; Friedrich Scholz(inne języki), Nach dem Ende
- 1988 Gudrun Pausewang, Die Wolke
- 1989 Fritz Schmoll(inne języki), Kiezkoller
- 1990 Maria J. Pfannholz(inne języki), Den Überlebenden
- 1991 Herbert W. Franke, Zentrum der Milchstraße
- 1992 Christian Mähr(inne języki), Fatous Staub
- 1993 Herbert Rosendorfer, Die Goldenen Heiligen
- 1994 Dirk C. Fleck(inne języki), GO! Die Ökodiktatur
- 1995 Gisbert Haefs(inne języki), Traumzeit für Agenten
- 1996 Andreas Eschbach, Die Haarteppichknüpfer
- 1997 Andreas Eschbach, Solarstation
- 1998 Robert Feldhoff(inne języki), Grüße vom Sternenbiest
- 1999 Andreas Eschbach, Das Jesus Video
- 2000 Matthias Robold(inne języki), Hundert Tage auf Stardawn
- 2001 Fabian Vogt(inne języki), Zurück
- 2002 Oliver Henkel(inne języki), Die Zeitmaschine Karls des Großen
- 2003 Oliver Henkel(inne języki), Kaisertag
- 2004 Andreas Eschbach, Der Letzte seiner Art
- 2005 Frank Schätzing, Der Schwarm
- 2006 Wolfgang Jeschke, Das Cusanus-Spiel
- 2007 Ulrike Nolte(inne języki), Die fünf Seelen des Ahnen
- 2008 Frank W. Haubold(inne języki), Die Schatten des Mars
- 2009 Dirk C. Fleck(inne języki), Das Tahiti-Projekt
- 2010 Karsten Kruschel(inne języki), Vilm. Der Regenplanet / Vilm. Die Eingeborenen
- 2011 Uwe Post(inne języki), Walpar Tonnraffir und der Zeigefinger Gottes
- 2012 Karsten Kruschel(inne języki), Galdäa. Der ungeschlagene Krieg
- 2013 Andreas Brandhorst(inne języki), Das Artefakt
- 2014 Wolfgang Jeschke, Dschiheads
- 2015 Markus Orths(inne języki), Alpha & Omega: Apokalypse für Anfänger
- 2016 Andreas Brandhorst(inne języki), Das Schiff
- 2017 Dirk van den Boom(inne języki), Die Welten der Skiir 1: Prinzipat
- 2018 Marc-Uwe Kling(inne języki), QualityLand
- 2019 Tom Hillenbrand(inne języki), Hologrammatica
- 2020 Bijan Moini(inne języki), Der Würfel
- 2021 Sven Haupt, Die Sprache der Blumen
- 2022 Sven Haupt, Stille zwischen den Sternen
- 2023 Nils Westerboer(inne języki), Athos 2643

### Najlepsze opowiadanie
- 1985 Thomas R.P. Mielke, Ein Mord im Weltraum
- 1986 Wolfgang Jeschke, Nekyomanteion
- 1987 Reinmar Cunis(inne języki), Vryheit do ik jo openbar
- 1988 Ernst Petz(inne języki), Das liederlich-machende Liedermacher-Leben
- 1989 Rainer Erler(inne języki), Der Käse
- 1990 Gert Prokop(inne języki), Kasperle ist wieder da!
- 1991 Andreas Findig(inne języki), Gödel geht
- 1992 Egon Eis(inne języki), Das letzte Signal
- 1993 Norbert Stöbe(inne języki), 10 Punkte
- 1994 Wolfgang Jeschke, Schlechte Nachrichten aus dem Vatikan
- 1995 Andreas Fieberg(inne języki), Der Fall des Astronauten
- 1996 Marcus Hammerschmitt(inne języki), Die Sonde
- 1997 Michael Sauter, Der menschliche Faktor
- 1998 Andreas Eschbach, Die Wunder des Universums
- 1999 Michael Marrak(inne języki), Die Stille nach dem Ton
- 2000 Michael Marrak(inne języki), Wiedergänger
- 2001 Rainer Erler(inne języki), Ein Plädoyer
- 2002 Michael K. Iwoleit(inne języki), Wege ins Licht
- 2003 Arno Behrend, Small Talk
- 2004 Michael K. Iwoleit(inne języki), Ich fürchte kein Unglück
- 2005 Karl Michael Armer, Die Asche des Paradieses
- 2006 Michael K. Iwoleit(inne języki), Psyhack
- 2007 Marcus Hammerschmitt(inne języki), Canea Null
- 2008 Frank W. Haubold(inne języki), Heimkehr
- 2009 Karla Schmidt(inne języki), Weg mit Stella Maris
- 2010 Matthias Falke(inne języki), Boa Esperança
- 2011 Wolfgang Jeschke, Orte der Erinnerung
- 2012 Heidrun Jänchen(inne języki), In der Freihandelzone
- 2013 Michael K. Iwoleit(inne języki), Zur Feier meines Todes
- 2014 Axel Kruse, Seitwärts in die Zeit
- 2015 Eva Strasser(inne języki), Knox
- 2016 Frank Böhmert(inne języki), Operation Gnadenakt
- 2017 Michael K. Iwoleit(inne języki), Das Netz der Geächteten
- 2018 Uwe Hermann(inne języki), Das Internet der Dinge
- 2019 Thorsten Küper(inne języki), Confinement
- 2020 Tom Turtschi(inne języki), Don’t Be Evil
- 2021 Carsten Schmitt, Wagners Stimme
- 2022 Aiki Mira(inne języki), Am Anfang war das Bild
- 2023 Aiki Mira(inne języki), Die Grenze der Welt